# Ezǵan Alioski
Ezǵan Alioski (en macédonien : Езѓан Алиоски), né le 12 février 1992 à Prilep (Macédoine), est un footballeur international macédonien, possédant également la nationalité suisse. Il évolue au poste de milieu gauche ou d'arrière gauche au FC Lugano.

## Biographie

### Carrière en club
Le 9 avril 2017, il inscrit avec le FC Lugano un triplé en première division suisse, lors de la réception du FC Sion.
Lors de la saison 2016-2017, Ezǵan Alioski finit troisième meilleur buteur du championnat avec 16 réalisations, derrière Seydou Doumbia (20 buts) et Guillaume Hoarau (18 buts). Il finit aussi troisième meilleur passeur avec 14 passes.
Le 21 juin 2025, Ezgjan Alioski fait son retour au FC Lugano, huit ans après avoir quitté la Suisse italienne. Il s’engage pour deux saisons, avec une option pour une année supplémentaire.

### Carrière en sélection
Il joue son premier match en équipe de Macédoine le 11 octobre 2013, contre le Pays de Galles, lors des éliminatoires du mondial 2014 (défaite 1-0 à Cardiff).
Il inscrit son premier but le 6 septembre 2016, lors d'un match des éliminatoires de la Coupe du monde 2018 face à l'Albanie (défaite 2-1 à Shkodër).
Lors de la phase éliminatoire de l’Euro 2020 contre l’Autriche (défaite 3-1) le 10 juin 2021, il est victime d’insultes de la part de l’attaquant autrichien d’origine serbe Marko Arnautović, ce qui vaudra à l’attaquant une sanction d’un match de suspension. 
Lors de l'Euro 2020, il s'illustre en marquant notamment un but face à l'Ukraine lors du deuxième match de poules. 

## Palmarès

### En club
- FC Schaffhouse
- Champion de Suisse de troisième division en 2013.

- Leeds United
  - Champion d'Angleterre de deuxième division en 2020.

- Fenerbahçe SK
  - Coupe de Turquie en 2023.

## Statistiques

### Buts internationaux
| Buts internationaux de Ezǵan Alioski | Buts internationaux de Ezǵan Alioski | Buts internationaux de Ezǵan Alioski   | Buts internationaux de Ezǵan Alioski | Buts internationaux de Ezǵan Alioski | Buts internationaux de Ezǵan Alioski | Buts internationaux de Ezǵan Alioski     | Buts internationaux de Ezǵan Alioski |
|                                      | Date                                 | Lieu                                   | Adversaire                           | Score                                | Résultat                             | Compétition                              |                                      |
| ------------------------------------ | ------------------------------------ | -------------------------------------- | ------------------------------------ | ------------------------------------ | ------------------------------------ | ---------------------------------------- | ------------------------------------ |
| 1.                                   | 6 septembre 2016                     | Stade Loro-Boriçi, Shkodër, Albanie    | Albanie                              | 1 - 1                                | 2 - 1                                | Éliminatoires de la Coupe du monde 2018. |                                      |
| 2.                                   | 6 septembre 2018                     | Victoria Stadium, Gibraltar, Gibraltar | Gibraltar                            | 0 - 2                                | 0 - 2                                | Ligue des nations 2018-2019.             |                                      |
| 3.                                   | 9 septembre 2018                     | Philipp II Arena, Skopje, Macédoine    | Arménie                              | 1 - 0                                | 2 - 0                                | Ligue des nations 2018-2019.             |                                      |